# Stridsvagn m/31
Stridsvagn m/31 (Strv m/31, Landsverk L-10) – szwedzki czołg lekki opracowany na początku lat 30. XX wieku przez przedsiębiorstwo AB Landsverk w zbudowanej przy pomocy Niemców fabryce w Landskronie.
Pojazd, bardzo zaawansowany jak na ówczesne standardy, wyposażony był w szybkostrzelną armatę Bofors kalibru 37 mm oraz dwa karabiny maszynowe m/14-29 kalibru 6,5 mm (jeden sprzężony z armatą, drugi obsługiwany przez kierowcę), a jego pancerz wykonany był ze spawanych płyt o grubości od 8 do 24 mm. Załogę czołgu stanowiły cztery osoby.
Zbudowano trzy egzemplarze pojazdu, przez armię szwedzką wykorzystywane wyłącznie w celach testowych.